# STAR-CD
STAR-CD è un software commerciale per la fluidodinamica computazionale (CFD) di largo utilizzo in molti settori dell'industria e del mondo accademico, basato sul metodo ai volumi finiti.
Viene associato al software collegato pro-STAR per la generazione delle griglie di calcolo e la visualizzazione dei risultati delle analisi.
È prodotto da CD-adapco (ex Computational Dynamics e adapco) e attualmente risulta tra i software leader mondiali del mercato per la CFD.